# Еремеевит
Еремеевит е минерал от алуминиев борат с променливи флуоридни и хидроксидни йони. Химическата му формула е Al
6B
5O
15(F,OH)
3. В продължение на почти век той е смятан за един от най-редките скъпоценни камъни в света, съответно е един от най-скъпите. 
За първи път е описан през 1883 г. като малки, единични кристали в рохкави гранитни отломки в планината Соктуй, област Нерщинск, планината Адун-Чилон, Сибир. Кръстен е на Павел Владимирович Еремеев, руски минералог, инженер и професор, събрал първите екземпляри (1830 – 1899). 

## Характеристики
Еремеевитът е минерал, който показва плеохроични свойства, което е оптичен феномен, при който изглежда, че цветът на минерала се променя в зависимост от ъгъла, под който се гледа. Сините образци от Намибия показват светло метличиносин до безцветен до светложълт плеохроизъм, докато жълтите материали показват светложълт до безцветен плеохроизъм. Този минерал също е пиезоелектричен, което означава, че генерира електричество, когато е подложен на механично напрежение.
Еремеевитътсе среща като късна хидротермална фаза в гранитни пегматити в асоциация с албит, турмалин, кварц и рядко гипс. Също така е намерен в планините Памир в Таджикистан, Намибия и в микрокристална форма в района на Айфел, Германия. По-късно е открит нов източник в Намибия, близо до Усакос през 2001 г. В днешно време повечето от камъните на пазара са от това находище.

## Бижутерска индустрия
Учените са успели да синтезират еремеевит, но само в микрокристална форма, без флуор. Този синтезиран вариант на минерала не намира приложение в бижутерийната индустрия.
Фасетираните скъпоценни камъни могат да достигнат до 5 карата, но обикновено те варират между по-малко от 1 карат и 2 карата. Нови находища обаче произвеждат много по-големи фасетирани камъни, като най-големият фасетиран скъпоценен камък е 254 карата. Той е намерен в Шри Ланка през 1990 г.
Въпреки че еремеевитът е сравнително издръжлив камък, той не трябва да се почиства с помощта на ултразвуково почистване или изпаряване; камъкът обикновено съдържа течни включвания, които биха могли да натрошат камъка, ако бъдат почистени с помощта на тези методи. Вместо това се препоръчва да ги почиствате с топла вода, мек почистващ препарат и мека четка.
Поради високата си стойност и рядкост, еремеевитът се счита за колекционерски камък, който се купува в минерална форма. съответно само няколко екземпляра са фасетирани досега.